# Stadion Narodowy (stanice metra ve Varšavě)
Stadion Narodowy (česky Národní stadion) je stanice varšavského metra na lince M2. Kód stanice je C-14. Otevřena byla 7. března 2015. Ze stanice je možnost přestupu na autobus, tramvaj a vlak. Leží v městské části Praga-Północ u Národního stadionu.